# Miroliúbovo
Miroliúbovo (en rus: Миролюбово) és un poble de l'óblast de Kursk, a Rússia, que en el cens del 2010 tenia 382 habitants. Pertany al districte rural de Fatej.